# Fričovce
Fričovce (em húngaro: Frics) é um município da Eslováquia, situado no distrito de Prešov, na região de Prešov. Tem 8,57 km² de área e sua população em 2018 foi estimada em 1.154 habitantes.

## Demografia
| Ano:        | 1994 | 2004   | 2014   | 2024   |
| ----------- | ---- | ------ | ------ | ------ |
| Broj ljudi: | 1060 | 1079   | 1116   | 1117   |
| Razlika:    |      | +1,79% | +3,42% | +0,08% |

| Ano:               | 2023 | 2024   |
| ------------------ | ---- | ------ |
| Número de pessoas: | 1133 | 1117   |
| Diferença:         |      | -1,41% |